# Stizolestes atribarbis
Stizolestes atribarbis är en tvåvingeart som beskrevs av Artigas 1970. Stizolestes atribarbis ingår i släktet Stizolestes och familjen rovflugor. Inga underarter finns listade i Catalogue of Life.